# 18156 Kamisaibara
18156 Kamisaibara este un asteroid din centura principală de asteroizi.

## Descriere
18156 Kamisaibara este un asteroid din centura principală de asteroizi. A fost descoperit pe 3 august 2000 la Bisei Spaceguard Center în cadrul programului BATTeRS. Asteroidul prezintă o orbită caracterizată de o semiaxă mare de 3,01 ua, o excentricitate de 0,02 și o înclinație de 9,1° în raport cu ecliptica.